# Letitia Tyler
Letitia Christian Tyler (Cedar Grove, 12 de noviembre de 1790-Washington D. C., 10 de septiembre de 1842) fue la primera esposa del presidente John Tyler y primera dama de los Estados Unidos de 1841 a 1842.

## Primeros años
Nacida en Cedar Grove, una plantación en New Kent County, Virginia, Letitia Christian era hija del coronel Robert Christian, un próspero plantador, y Mary Brown-Christian. Letitia era tímida, tranquila, piadosa y, según todos los testimonios, desinteresada y dedicada a su familia.

## Vida personal
Conoció a John Tyler, entonces un estudiante de Derecho, en 1808. Su noviazgo de cinco años fue restringido y tres semanas antes de la boda Tyler la besó por primera vez — en la mano. En la única carta de amor que se ha conservado, escrita unos meses antes de su boda, Tyler prometió, "Ya sea que flote o me hunda en la corriente de la fortuna, puedes estar segura de esto, nunca dejaré de amarte."

### Matrimonio
Se casaron el día del 23 cumpleaños de Tyler en Cedar Grove, la casa de su familia. Su matrimonio de 29 años parece haber sido feliz. Letitia Tyler evitó el protagonismo durante el ascenso político de su esposo, prefiriendo las responsabilidades domésticas a ser una esposa pública. Durante su servicio en el Congreso, ella permaneció en Virginia excepto por una visita a Washington en el invierno de 1828–1829. En 1839, sufrió un apoplejía paralítica que la dejó inválida. Como primera dama, permaneció en las habitaciones superiores de la Casa Blanca; bajando tan solo en una ocasión, para asistir a la boda de su hija (Elizabeth) en enero de 1842.

### Hijos
Juntos, John y Letitia Tyler tuvieron cuatro hijas y tres hijos que vivieron hasta la adultez:
- Mary Tyler-Jones (1815–1848), casada con Henry Lightfoot Jones, un próspero plantador de Tidewater, en 1835.
- Robert Tyler (1816–1877), abogado, como funcionario público sirvió como secretario particular de su padre en la Casa Blanca. Vivió en Filadelfia, donde practicó la abogacía y sirvió como abogado del sheriff. También fue jefe del tribunal supremo estatal. Se casó con Priscilla Cooper Tyler, una actriz, que con 24 años ejerció como anfitriona de la Casa Blanca en lugar de su suegra, ejerciendo como anfitriona no oficial en la Casa Blanca durante los primeros tres años de la administración Tyler. Como dirigente del Partido Democrático en Pensilvania, Robert Tyler promovió la carrera de James Buchanan. Al estallar la Guerra de Secesión, huyó de Filadelfia cuando una turba anti-sur atacó su casa. Regresó a Virginia, donde sirvió como registrador del Tesoro de la Confederación. Sin un centavo después de la guerra, se estableció en Montgomery, Alabama, y allí recuperó su fortuna como abogado, editor del Montgomery Advertiser, y dirigente del partido Democrático estatal.
- John Tyler, III (1819–1896), abogado, funcionario público. Como su hermano mayor, también fue abogado y sirvió como secretario particular de su padre, haciendo campaña para James Buchanan. Durante la guerra civil, sirvió como vicesecretario de guerra de la Confederación. Después del conflicto, se instaló en Baltimore, donde ejerció la abogacía. Bajo la administración de Grant, fue nombrado para un puesto menor en el IRS en Tallahassee, Florida.
- Letitia Tyler-Semple (1821–1907), una educadora casada con James Semple, a quien su padre nombró monedero en la EE. UU. Navy, en 1839. El matrimonio fue infeliz. Poco antes de la Guerra de Secesión, dejó a su marido para abrir una escuela, el Eclectic Institute, en Baltimore. Después de la muerte de su madre en 1842, y después de la muerte de su cuñada Priscilla, Letitia sirvió a su padre como la anfitriona de la vida social de la Casa Blanca hasta que su padre volvió a casarse en 1844.
- Elizabeth Tyler-Waller (1823–1850), casada con William N. Waller en una boda celebrada en la Casa Blanca en 1842. Murió de parto a los 27 años.
- Alice Tyler-Denison (1827–1854), casada con el reverendo Henry M. Denison, un rector episcopal en Williamsburg, en 1850. Murió de repente de un cólico, también a la edad de 27 años.
- Tazewell Tyler (1830–1874), doctor que sirvió como cirujano en el Ejército de los Estados Confederados durante la Guerra Civil.

## Muerte y legado
Fue la primera Primera dama en morir en la Casa Blanca; Letitia Tyler murió pacíficamente, a los 51 años, al anochecer del 10 de septiembre de 1842 de un ictus. Fue llevada a Virginia para el entierro en su plantación natal. Tyler, Caroline Harrison (1892) y Ellen Wilson (1914) son las únicas primeras damas que murieron en la Casa Blanca.
Su nuera Priscilla Cooper Tyler la recordó como "la persona más desinteresada que puedas imaginar. A pesar de su delicada salud, la madre atiende y administra todos los asuntos de la casa y todo tan tranquilamente que no puedes decir cómo lo hace."
Tyler aparece en un sello conmemorativo de 28p (£0.28) de la oficina de correos de la Isla de Man, emitido el 23 de mayo de 2006, como parte de una serie en conmemoración de destacados norteamericanos con orígenes en la isla. También aparece en una medalla de oro y otra de bronce conmemorativas emitidas por la Casa de Moneda de los Estados Unidos el 2 de julio de 2009.